# 荷兰村 (新加坡)
荷兰村（英語：Holland Village）是一座位於新加坡中部的社區，在女皇镇及武吉知馬規劃區之間，邻近波那维斯达地铁站以及荷兰村地铁站。此处颇受新加坡年轻人和外籍人士的欢迎，有不少餐馆和时尚店铺。这片低层建筑四周被高层组屋所包围。
在荷兰村的大街上有可移动的路障，作为反恐措施。
荷兰村得名于荷兰路，荷兰路又是得名于建筑师Hugh Holland。